# Беатрис Хинкъл
Беатрис Моузес Хинкъл (на английски: Beatrice Moses Hinkle) е американска писателка, преводач, пионер в областта на феминизма и психоанализата.

## Биография
Родена е на 10 октомври 1874 година в Сан Франциско, САЩ, в семейството на лекаря Б. Фредерик Моузес и Елизабет Бенчли ван Гейзен. През 1892 се омъжва за Уолтър Скот Хинкъл, помощник областен прокурор.
Хинкъл първоначално смята да учи право, но след ироничните забележки на съпруга ѝ влиза в медицинския колеж Купър (сега част от Стандфордския университет) през 1895.

## Научна дейност
Главния принос на Хинкъл е в това, че тя първа представя творбите на Карл Юнг на англоговорещия свят. Нейните творби в тази епоха са предимно доминирани от идеите на Зигмунд Фройд и във връзка с раздялата между Фройд и Юнг, тя „симпатизира повече на строгите сексуални хипотези на ортодоксалните фройдисти“.